# Sentier de grande randonnée 15

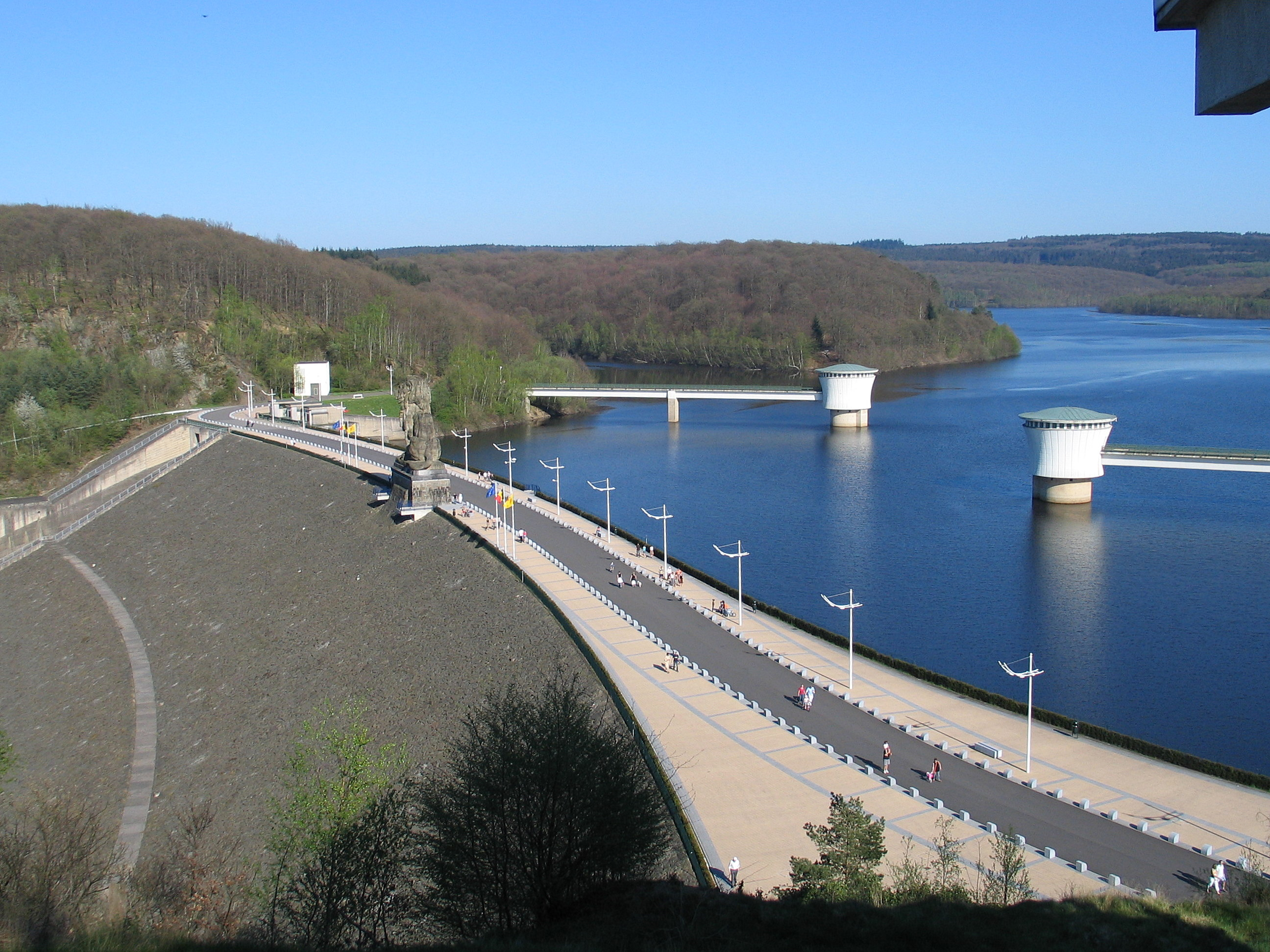
Le barrage de la Gileppe

Le sentier de grande randonnée 15 (GR 15) (tronçon nord) est un itinéraire pédestre qui relie Montjoie (Monschau) en Allemagne à Martelange (frontière belgo-luxembourgeoise) avec un prolongement (tronçon sud) jusqu'à Arlon soit une distance totale de 220 km.

## Parcours
D'abord orienté vers le nord-ouest dans sa traversée des Hautes Fagnes jusqu'à Eupen, le tracé prend là-bas la direction du sud-ouest en franchissant de nombreuses vallées (Vesdre, Borchêne, Hoëgne, Amblève) jusqu'à Aywaille. À partir de la cité aqualienne, le GR 15 traverse le massif ardennais avec une orientation sud constante. À part une très légère incursion en Calestienne vers Aywaille et une fin de parcours en Gaume, ce sentier de grande randonnée reste fidèle à l'Ardenne, à ses vastes plateaux peu habités où alternent forêts et pâturages.

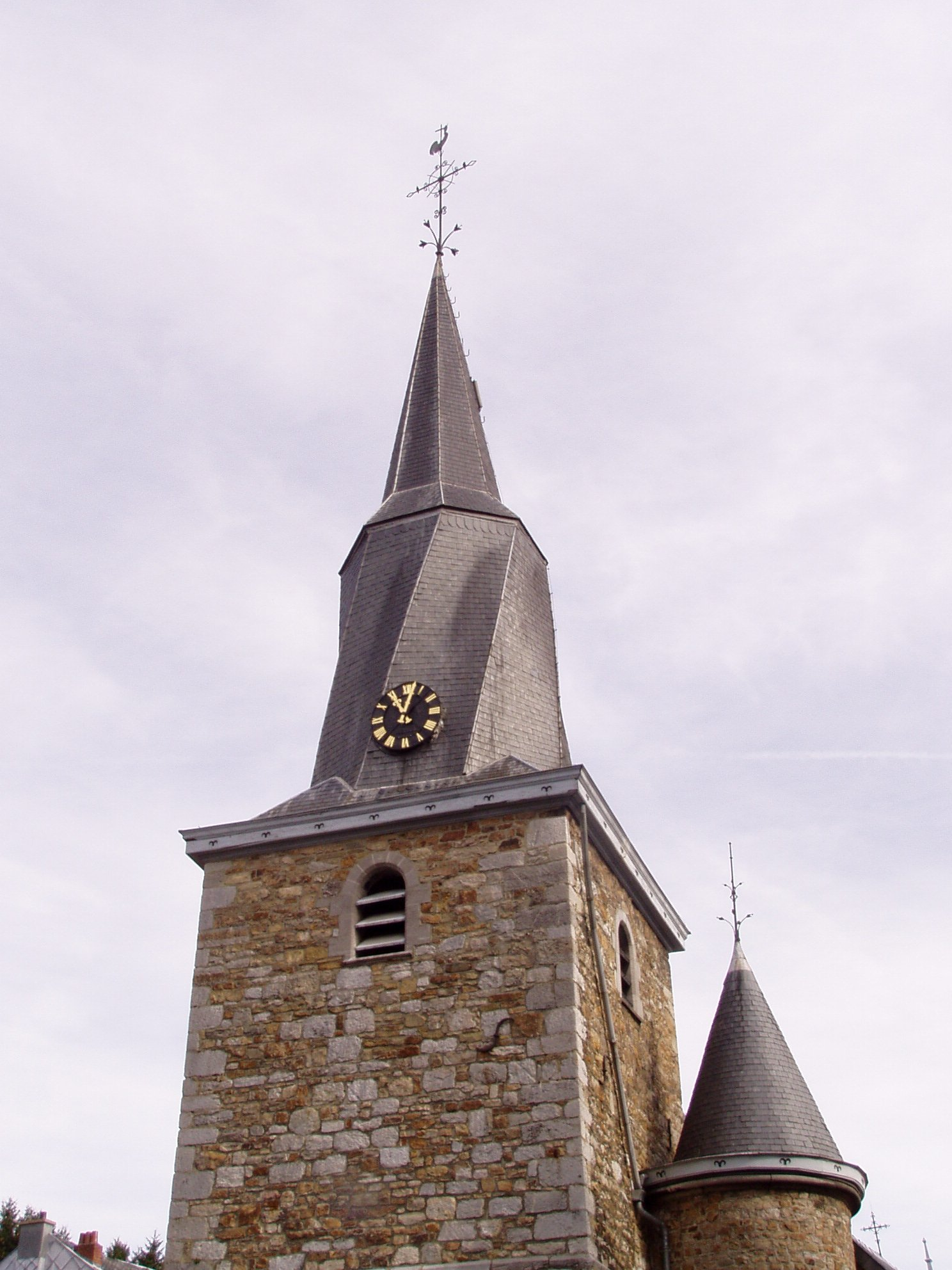
Le clocher tors de l'église Saint-Jacques à Polleur

Les principaux villages (villes) et hameaux traversés par le GR 15 sont : Montjoie, Mützenich, Eupen, le barrage de la Gileppe, Polleur, Spa, Creppe, Winamplanche, Sedoz, Remouchamps, Aywaille, Harzé, Ernonheid, Werbomont, Harre, Grandmenil, Odeigne, Dinez, Wilogne, Achouffe, Houffalize, Boeur, Bourcy, Neffe, Lutrebois, Villers-la-Bonne-Eau, Livarchamps, Honville, Tintange, Martelinville, Martelange, Nothomb, Attert, Guirsch et Arlon.

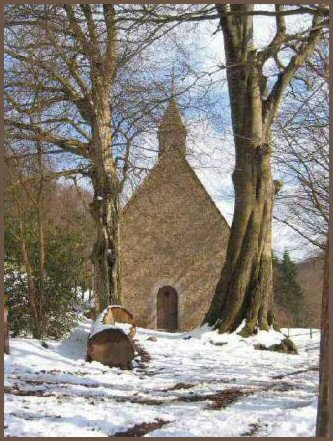
La chapelle Sainte-Anne des Pouhons à Harzé

## Montjoie - Aywaille:73km
Ce sentier de randonnée part de la vallée de la Rour à Montjoie, monte sur le plateau des Hautes Fagnes, rencontre le Lit de Charlemagne à la frontière belgo-allemande, descend la vallée de la Getzbach jusqu'au barrage d'Eupen. Le GR 15 suit alors la Vesdre jusqu'à Eupen, traverse la grande forêt du Westhertogenwald jusqu'au barrage de la Gileppe et son lion, suit un moment la vallée de la Borchêne puis rejoint la vallée de la Hoëgne vers Polleur, passe par les bois de Staneu pour arriver à Spa où se croisent deux autres sentiers de randonnées, le GR 5 et le GR 573.
Par monts et par vaux, le GR 15 rejoint Winamplanche et Vert-Buisson où il dévale la pittoresque et rapide vallée du Ninglinspo jusqu'à son confluent avec l'Amblève qu'il suit en rive droite jusqu'à Remouchamps et Aywaille.

## Aywaille - Houffalize:64km
L'Amblève franchie au pont d'Aywaille, le GR 15, accompagné du GR 576 jusqu'à Harzé et son imposant château, progresse vers le sud en alternant les zones de pâturages et les zones boisées  et en traversant de jolis petits villages ardennais (Ernonheid. À Odeigne, le GR 15 croise le GR 14 avant de continuer un cheminement essentiellement boisé jusqu'à Houffalize et la vallée de l'Ourthe.

## Houffalize - Arlon:83km

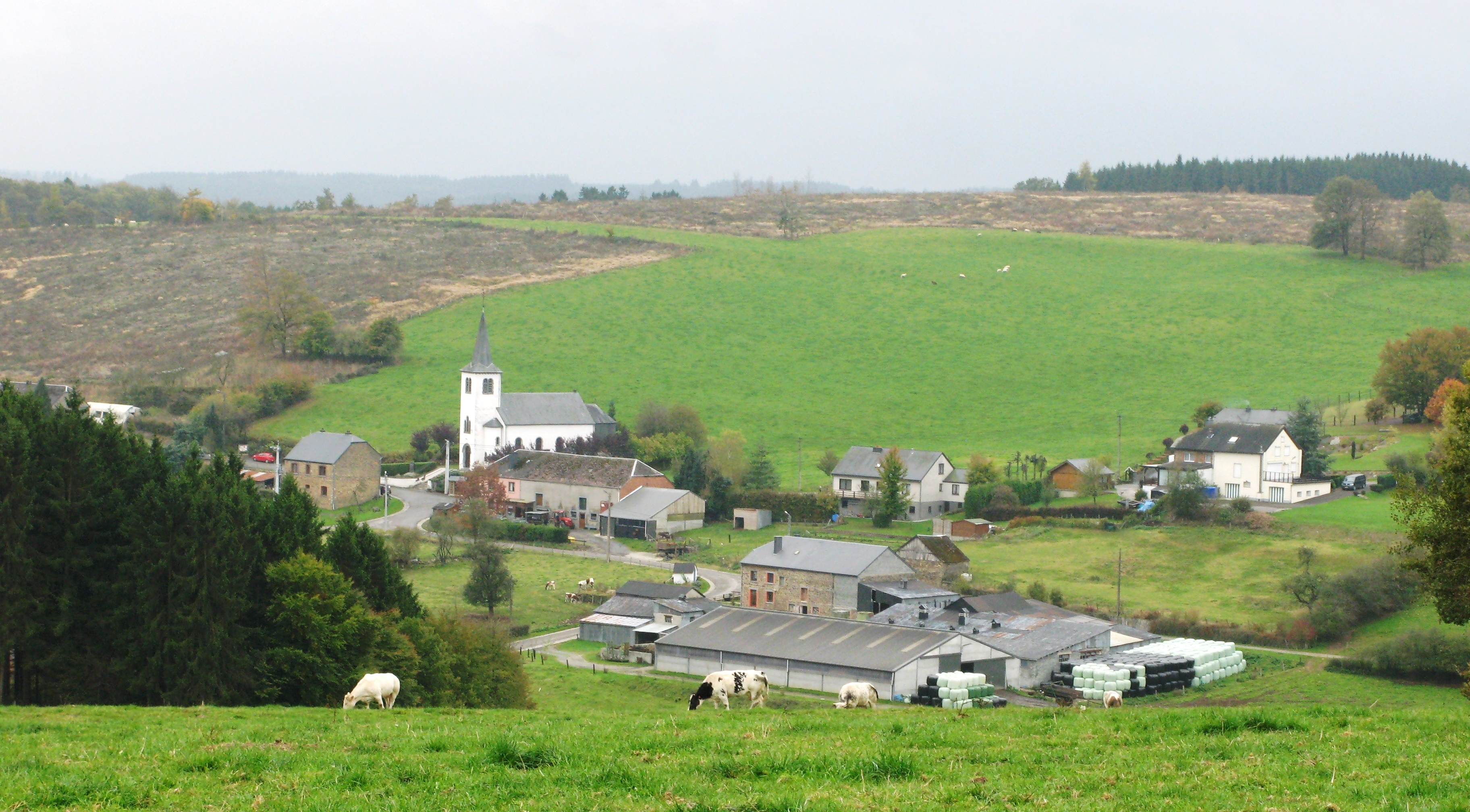
Villers-la-Bonne-Eau

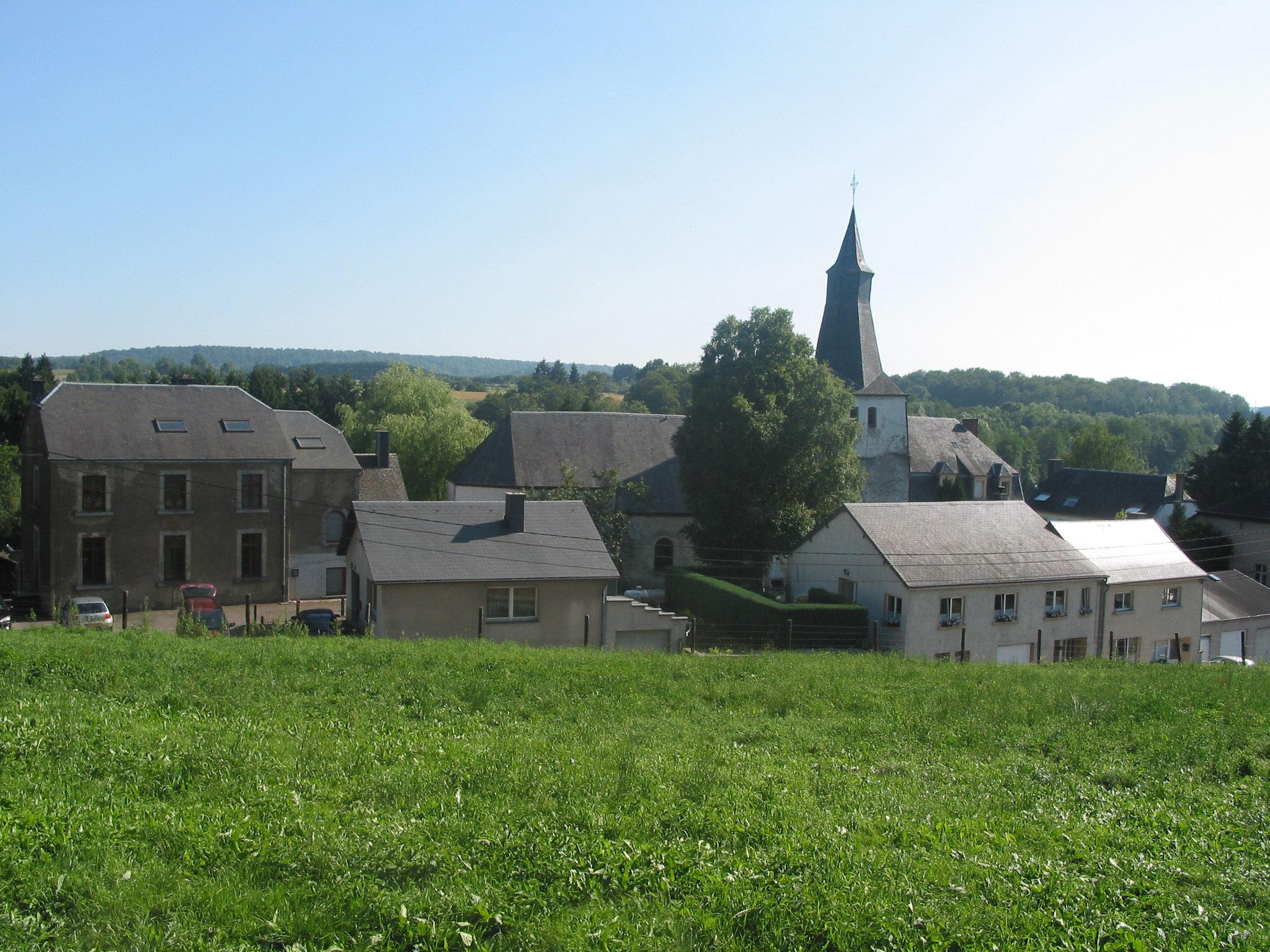
Attert

À Houffalize, croisement avec un autre sentier de randonnée (le GR 57). Sortant de Houffalize par la rude côte de Saint-Roch, le parcours reste sur le plateau ardennais avec, cette fois, beaucoup plus de prairies et moins de bois au menu.
Après Boeur, le GR suit l'ancienne voie de chemin de fer Gouvy-Bastogne puis le chemin des Pèlerins jusqu'au monument du Mardasson près de Bastogne. Ensuite par une succession de petites vallées, l'itinéraire  descend sur la vallée de la Sûre et franchit la frontière belgo-luxembourgeoise en suivant cette rivière sur son versant est jusqu'au village frontalier de Martelange. 
Rentré en territoire belge, le GR 15 (tronçon sud) s'enfonce dans la forêt d'Anlier jusqu'à Nothomb. Ensuite, les clochers d'Attert sont en vue. Après un crochet à l'est par Guirsch, le sentier de grande randonnée arrive à son terme en rejoignant à Arlon les sources de la Semois. Le sentier de la Semois (le GR 16) prend alors la relève pour descendre cette belle vallée.

## Principales curiosités
- la petite ville de Montjoie (Monschau) et ses maisons à colombages
- le Kaiser Karls Beestatt ou lit de Charlemagne: bloc de quartzite où l'empereur se serait souvent reposé entre deux parties des chasses
- la réserve naturelle des Hohes Venn, la partie nord des Hautes Fagnes et la forêt de l'Hertogenwald
- le barrage d'Eupen
- le barrage de la Gileppe, la statue monumentale du lion et la tour panoramique
- le clocher tors (hélicoïdal) de l'église de Polleur et le vieux pont du coucou
- Spa, ville d'eau
- le torrent du Ninglinspo
- les grottes de Remouchamps et la plus longue navigation souterraine du monde sur le Rubicon
- la réserve naturelle de la Heid des Gattes entre Remouchamps et Aywaille où poussent deux plantes rarissimes voire endémiques: l'armoise champêtre et la joubarbe d'Aywaille
- le château de Harzé
- la chapelle Sainte-Anne des Pouhons entre Harzé et Ernonheid
- l'église et le vieux cimetière de Dinez
- le parc Houtopia à Houffalize
- le mémorial du Mardasson et le musée Bastogne War Museum à Bastogne, lieux du souvenir de la bataille des Ardennes
- l'église blanche et le village de Villers-la-Bonne-Eau
- la forêt d'Anlier
- les deux églises d'Attert
- la fontaine  où la Semois prend sa source à Arlon